# Fultodromia
Fultodromia is een geslacht van kreeftachtigen uit de klasse van de Malacostraca (hogere kreeftachtigen).

## Soorten
- Fultodromia nodipes (Guérin, 1832)
- Fultodromia spinifera (Montgomery, 1931)